# اورتاقشلاق علیا
اورتاقشلاق علیا یا اورتاقشلاق، روستایی از توابع بخش سراجو شهرستان مراغه در استان آذربایجان شرقی ایران است.

## جمعیت
این روستا در دهستان قوری چای غربی قرار دارد و براساس سرشماری مرکز آمار ایران در سال ۱۳۸۵، جمعیت آن ۲۱۳ نفر (۳۶خانوار) بوده‌است.